# Metalna zvijezda
Metalna zvijezda (engleski: The Tin Star) je američki vestern iz 1957.

## Uloge
- Henry Fonda kao Morg Hickman
- Anthony Perkins kao Sheriff Ben Owens
- Betsy Palmer kao Nona Mayfield
- Michel Ray kao Kip Mayfield
- Neville Brand kao Bart Bogardus
- John McIntire kao Dr. Joseph J. 'Doc' McCord
- Mary Webster kao Millie Parker
- Peter Baldwin kao Zeke McGaffey
- Richard Shannon kao Buck Henderson
- Lee Van Cleef kao Ed McGaffey